# بوتري إندونيسيا 2025
بوتري إندونيسيا 2025 (بالإندونيسية: Puteri Indonesia 2025)‏ هي النسخة الثامنة والعشرون من مسابقة ملكة جمال إندونيسيا، والتي ستقام في 02 مايو 2025 في القاعة الكبرى، مركز جاكرتا الدولي للمؤتمرات في جاكرتا، إندونيسيا. وستقوم هاراشتا هيفا زهرة من غرب جاوة بتتويج خليفتها في نهاية الحدث.
ستقوم بوتيري إندونيسيا لينغكونغان 2024 صوفي كيرانا من يوجياكارتا إس آر، بوتيري إندونيسيا باريويساتا 2024 كيتوت بيرماتا جوليستريد ساري من بالي، بوتري إندونيسيا بنديديكان وكيبوداياان 2024 وسوف تقوم ميلاتي تيدجا من جاوة الشرقية أيضًا بتتويج خلفائهم. 

## النتائج

### المراكز النهائية
| النتائج النهائية                                         | المتنافسة |
| -------------------------------------------------------- | --- |
| بوتري إندونيسيا (ملكة جمال إندونيسيا)                    | - جاوة الشرقية - فيريستا يوفي أمارتا بوتري |
| بوتري إندونيسيا لينكونان (ملكة جمال إندونيسيا العالمية)  | - منطقة العاصمة جاكرتا الخاصة الأولى - ميليزا كزافيرا بوتري يوليان |
| بوتري إندونيسيا باريويزاتا (ملكة جمال كوزمو إندونيسيا)   | - سومطرة الجنوبية الأولى - سلمى رانجيتا كاهيارياني |
| بوتري إندونيسيا بنديديكان (ملكة جمال سحر إندونيسيا 2025) | - كالمنتان الشرقية - ريناندا أبريليا ماهاراني |
| بوتري إندونيسيا كيبودايان                                | - بنتن - سيفيرا مرضية |
| بوتيري إندونيسيا الابتكار والتكنولوجيا                   | - يوغياكارتا - ماهاراني ديفانينغتياس |
| أفضل 16                                                  | - منطقة العاصمة جاكرتا الخاصة الثانية – لا تانيا أليسا ريكاساري - منطقة العاصمة جاكرتا الخاصة الثالثة – سارة سنتوسو - سولاوسي الشمالية – سيندي نولاديتا تاكومانسانغ - سومطرة الشمالية الأولى – بوتري أجيتا سمبيرنج ميلالا § - رياو – سارة أوريليا ساراجيه - جزر رياو الأولى – يتي ماوار سمبيرنج ميليالا - كليمنتان الجنوبية الأولى – نور أزيليا هوماني سانتانج § - سولاوسي الجنوبية – أندي أدريانا نوفيانتي رومبانغ - نوسا تنقارا الغربية - كاهايا سوكما ديوي - سولاوسي الغربية – أديندا بوتري باوان |

## الخلفية

### الموقع والتاريخ
من المقرر أن يُعقد مؤتمر بوتيري إندونيسيا 2025 في قاعة المؤتمرات الكبرى بمركز مؤتمرات جاكرتا في 02 مايو 2025، بالتزامن مع اليوم الوطني للتعليم. وستُجرى فترة ما قبل عزلة في الفترة من 15 إلى 23 أبريل 2025، بينما يُجرى العزلة الزامية في الفترة من 24 أبريل إلى 02 مايو 2025.
عاد تشوكي سيتوهانغ وباتريشيا جوو لاستضافة مسابقة بوتيري إندونيسيا 2025. كانت هذه هي المرة الرابعة عشرة التي تستضيف فيها سيتوهانغ المسابقة والخامسة لجوو؛ فقد استضافا سابقًا مسابقة بوتيري إندونيسيا 2020 و2022-2024 معًا.

## اختيار المشاركين
سيتم اختيار المتسابقين في مسابقة بوتيري إندونيسيا 2025 إما من خلال اختبار أداء سيُعقد في جاكرتا، أو من خلال مسابقة إقليمية، أو من خلال تصويت عام. تم إغلاق التسجيل في 31 يناير 2025، وأُجري الاختبار في 11-12 فبراير 2025.
أقامت ست مقاطعات (بانكا بيليتونج، وبانتن، وجاوة الشرقية، وجنوب سولاويزي، وجاوة الغربية، ونوسا تينجارا الغربية) مسابقة إقليمية لاختيار ممثليها. ومن المقرر أن تظهر أربع مقاطعات جديدة في شرق إندونيسيا، والتي أنشأتها الحكومة الإندونيسية في عام 2022، لأول مرة هذا العام. وهي بابوا الوسطى، وبابوا المرتفعة، وبابوا الجنوبية، وبابوا الجنوبية الغربية. سيتنافس 49 متسابقًا هذا العام، مما يجعله أكبر إقبال في تاريخ مسابقة بوتيري إندونيسيا.

## المسابقات

### أفضل صورة جذابة
اختار بوبا ألفيان، المدير الإبداعي في بوتيري إندونيسيا، جائزة أفضل صورة جذابة بناءً على جلسة تصوير عُقدت في 18 أبريل 2025. ولم تقتصر معايير الاختيار على المظهر الخارجي فحسب، بل امتدت إلى هالة المتسابقين وجاذبيتهم. كما منح بوبا المتسابق صاحب الوجه الأكثر تميزًا.

## المتسابقات
تم اختيار جميع المتسابقين البالغ عددهم 45 للمنافسة في مسابقة هذا العام.
| المقاطعة      | المتسابقة                  | العمر | مسقط رأسها  |
| ------------- | -------------------------- | ----- | ----------- |
| سومطرة        |                            |       |             |
| آتشيه         | موتيارا حسنة               | 25    | باندا آتشيه |
| شمال سومطرة 1 | بوتري أجيتا سمبيرنج ميلالا | 27    | كارو        |